# Ệ
Ệ (minuscule : ệ), appelé E accent circonflexe point souscrit, est une lettre latine utilisée dans l’écriture du vietnamien.
Il s’agit de la lettre E diacritée d’un accent circonflexe et d’un point souscrit.

## Utilisation
En vietnamien, le E circonflexe ‹ Ê, ê › représente la voyelle /e/ et le point souscrit indique un ton bas tombant glottalisé.

## Représentations informatiques
Le E accent circonflexe point souscrit peut être représenté avec les caractères Unicode suivants : 
- précomposé et normalisé NFC (latin étendu additionnel)[1] :

| formes    | représentations | chaînes de caractères | points de code | descriptions                                                   |
| --------- | --------------- | --------------------- | -------------- | -------------------------------------------------------------- |
| capitale  | Ệ               | Ệ                     | U+1EC6         | lettre majuscule latine e accent circonflexe et point souscrit |
| minuscule | ệ               | ệ                     | U+1EC7         | lettre minuscule latine e accent circonflexe et point souscrit |

- décomposé et normalisé NFD (latin de base, diacritiques) :

| formes    | représentations | chaînes de caractères | points de code       | descriptions                                                                        |
| --------- | --------------- | --------------------- | -------------------- | ----------------------------------------------------------------------------------- |
| capitale  | Ệ               | E◌̣◌̂                   | U+0045 U+0323 U+0302 | lettre majuscule latine e diacritique point souscrit diacritique accent circonflexe |
| minuscule | ệ               | e◌̣◌̂                   | U+0065 U+0323 U+0302 | lettre minuscule latine e diacritique point souscrit diacritique accent circonflexe |

Il peut aussi être représenté dans des anciens codages
- VISCII :
  - capitale Ệ : 8E
  - minuscule ệ : AE